# IC 5249
IC 5249 је спирална галаксија у сазвјежђу Тукан која се налази на листи објеката дубоког неба у Индекс каталогу.
Деклинација објекта је - 64° 49' 50" а ректасцензија 22h 47m 6,4s. Привидна величина (магнитуда) објекта IC 5249 износи 13,6 а фотографска магнитуда 14,3. Налази се на удаљености од 32,219 милиона парсека од Сунца. IC 5249 је још познат и под ознакама ESO 109-21, FGCE 1777, AM 2244-651, extremely flat!, PGC 69707.